# Octobre 2014
Octobre 2014 est le 10e mois de l'année 2014.

## Évènements
- 1er octobre :
  - la Première ministre du Groenland Aleqa Hammond est suspendue par le Parlement à sa demande après avoir tardé à rembourser 106 000 couronnes danoises (plus de 14 000 euros), provenant de fonds publics et dépensées pour des voyages privés. Elle est remplacée par le ministre de l'environnement Kim Kielsen chargé de l'intérim ;
  - en France, Gérard Larcher (UMP) est élu président du Sénat par 194 voix contre 124 pour le socialiste Didier Guillaume. Il succède au socialiste Jean-Pierre Bel, qui présidait l'institution depuis 2011.
  - le norvégien Jens Stoltenberg devient le 13e secrétaire général de l'OTAN en remplacement du danois Anders Fogh Rasmussen ;
  - Gianfranco Terenzi et Guerrino Zanotti entrent en fonction comme capitaines-régents de Saint-Marin.
- 3 octobre :
  - formation du gouvernement Löfven en Suède ;
  - le travailleur humanitaire britannique Alan Henning, enlevé en Syrie le 26 décembre 2013 et détenu par des djihadistes de l'État islamique, est décapité par Jihadi John en guise de représailles à la participation du Royaume-Uni aux frappes aériennes de la coalition[1].
- 4 octobre : le parti d'opposition pro-Poutine des russophones lettons Parti social-démocrate « Harmonie » du maire de Riga Nils Ušakovs arrive d'une courte tête premier des élections législatives en Lettonie. En dépit de ce succès, la coalition sortante de centre-droit de la Première ministre Laimdota Straujuma, composée du parti Unité, de l’Alliance nationale, de l'Union des verts et des paysans, devrait se maintenir au pouvoir. En effet elle obtient 61 des 100 sièges.
- 4 au 19 octobre : Mondial de l'automobile de Paris.
- 5 octobre :
  - le pilote français de Formule 1 Jules Bianchi est victime d'un accident lors du Grand Prix automobile du Japon à Suzuka ;
  - élections générales et élection présidentielle au Brésil. La présidente sortante Dilma Rousseff arrive largement en tête de ce premier tour avec 41 % des voix et se qualifie pour le second tour qui aura lieu le 26 octobre. Elle se retrouvera face au candidat du Parti de la social-démocratie brésilienne (PSDB), Aecio Neves, qui a créé la surprise en recueillant 33 % éliminant l'écologiste Marina Silva qui a un temps été donnée favorite au second tour contre Dilma Rousseff ;
  - élections législatives bulgares. Le parti GERB de l'ancien premier ministre de centre-droit Boïko Borissov arrive en tête mais loin de la majorité absolue de 121 sièges, ce qui laisse craindre des difficultés à constituer un nouveau gouvernement ;
  - le pape François ouvre le synode des évêques sur la famille.
- 6 octobre : John O'Keefe, May-Britt Moser et Edvard Moser reçoivent le prix Nobel de physiologie ou médecine.
- 7 octobre : Isamu Akasaki, Hiroshi Amano et Shuji Nakamura reçoivent le prix Nobel de physique.
- 8 octobre :
  - éclipse lunaire totale ;
  - Eric Betzig, Stefan Hell et William Moerner reçoivent le prix Nobel de chimie.
- 9 octobre : Patrick Modiano reçoit le prix Nobel de littérature.
- 10 octobre : Kailash Satyarthi et Malala Yousafzai reçoivent le prix Nobel de la paix.
- 11 octobre : installation du gouvernement de Charles Michel en Belgique.
- 12 octobre :
  - Evo Morales est réélu dès le premier tour président de la Bolivie ;
  - lors des élections générales bosniennes, Bakir Izetbegović est réélu représentant de la communauté bosniaque, Dragan Čović est élu représentant de la communauté croate et Mladen Ivanić élu représentant de la communauté serbe. Tous trois siégeront au sein de la présidence du collège présidentiel de Bosnie-Herzégovine[2].
  - l'opposition centriste de l'Action démocratique indépendante de l'ancien premier ministre Patrice Trovoada remporte les élections législatives à Sao Tomé-et-Principe et obtient la majorité absolue.
- 13 octobre : 
  - au Yémen, les Houthis entrent dans la ville de Dhamar après environ dix jours de siège.
  - Jean Tirole reçoit le prix de la Banque de Suède en sciences économiques en mémoire d'Alfred Nobel.
- 14 octobre : 
  - les Houthis s'emparent du port stratégique d'Al-Hodeïda sur la mer Rouge[3] sans rencontrer de résistance de la part des autorités yéménites[4].
  - après avoir provoqué des intempéries meurtrières près des côtes indiennes, le cyclone Hudhud (en), devenue une simple dépression tropicale, a buté sur l'Himalaya en circulant vers le nord du pays, déclenchant de fortes pluies à basse altitude et une tempête de neige sur les hauteurs de l'Annapurna au Népal surprenant 428 randonneurs. Au moins 43 personnes sont mortes dont 19 touristes étrangers.
- 15 octobre : Filipe Nyusi remporte la présidentielle dès le 1er tour au Mozambique. Le parti au pouvoir le Front de libération du Mozambique remporte lui les législatives.
- 16 octobre : les Houthis prennent la ville d'Ibb sans opposition[5].
- 17 octobre : Bert Koenders entre en fonction comme nouveau ministre des Affaires étrangères des Pays-Bas.
- 19 octobre :
  - clôture du synode des évêques sur la famille ;
  - béatification du pape Paul VI par le pape François.
- 20 octobre :
  - Joko Widodo devient le 7e président de la république d'Indonésie.
  - Un Dassault Falcon 50 transportant le président-directeur général de Total Christophe de Margerie et trois membres de l'équipage, tous français, s'écrase lors du décollage après avoir heurté un engin de déneigement à l'aéroport international de Vnoukovo à Moscou en Russie[6]. Il n'y a aucun survivant.
- 21 octobre : le congolais Denis Mukwege, médecin et militant des droits de l'Homme, reçoit le prix Sakharov.
- 22 octobre :
  - fusillade au Parlement canadien à Ottawa au Canada.
  - Attentat à Jérusalem
- 24 octobre :
  - fusillade au lycée Marysville-Pilchuck à Marysville aux États-Unis ;
  - élections législatives au Botswana. Le parti au pouvoir le Parti démocratique du Botswana remporte la majorité au Parlement, ce qui permet au président sortant Ian Khama d'être réélu pour un nouveau mandat.
- 25 octobre : après des frappes aériennes américaines, les troupes kurdes des Peshmergas réussissent à reprendre la ville de Zoumar (en) aux combattants de Daech[7].
- 25-26 octobre : manifestation contre la construction du barrage de Sivens en France ;
- 26 octobre :
  - la présidente sortante Dilma Rousseff remporte le second tour de l'élection présidentielle au Brésil avec un peu plus de 51 % des voix face au candidat du Parti de la social-démocratie brésilienne, Aecio Neves.
  - le parti Nidaa Tounes de Béji Caïd Essebsi remporte les élections législatives en Tunisie avec 85 des 217 sièges de l’Assemblée nationale. Pour avoir une majorité de sièges, soit 109, il devra trouver des partenaires afin de former une coalition ;
  - les partis politiques pro-européens remportent plus de 60 % des voix aux élections législatives ukrainiennes. Le Front populaire du premier ministre Arseni Iatseniouk arrive légèrement devant le parti présidentiel le Bloc Petro Porochenko. Une coalition devrait se constituer autour du parti arrivé en tête ;
  - le candidat du parti au pouvoir Front large, l'ancien président Tabaré Vazquez est arrivé en tête de l'élection présidentielle en Uruguay avec 47 % des voix. Il affrontera au second tour le député de centre droit du Parti national Luis Lacalle Pou qui lui a obtenu 31 %. Le parti au pouvoir Front large conserverait de peu la majorité au Parlement.
  - les forces armées et la police irakiennes, épaulées par les Hachd al-Chaabi, la Force Al-Qods et le Hezbollah, chassent les combattants de Daech de la ville de Jourf al-Sakhr (à 50 kilomètres au sud-ouest de Bagdad et à 35 kilomètres au nord-est de Kerbala)[8], mettant ainsi fin à la présence de l'organisation dans le gouvernorat de Babil.
- 27 octobre : élections municipales dans la province canadienne de l'Ontario.
- 28 octobre : mort du président zambien Michael Sata, le vice-président Guy Scott devient président par intérim.
- 30 octobre : un bimoteur Beechcraft King Air B200 s'écrase sur l'aéroport de Wichita dans le Kansas (États-Unis), faisant 4 morts.
- 31 octobre : après quatre jours de manifestations, le président du Burkina Faso Blaise Compaoré démissionne.

## Sources
1. ↑  (en) Chelsea J. Carter, Mariano Castillo et Salma Abdelaziz, « ISIS video claims to show beheading of Alan Henning; American threatened », sur edition.cnn.com, 3 octobre 2014 (consulté le 25 octobre 2019).
2. ↑  LeMonde.fr, 13 octobre 2014
3. ↑  (en) Mohamed Ghobari, « Houthi rebels take over Yemen's Hodeidah port: residents », sur Reuters.com, 15 octobre 2014 (consulté le 25 octobre 2019).
4. ↑  (ar) قصي المبارك, « الحوثيون يسيطرون على مدينة الحديدة اليمنية على البحر الاحمر », sur akhbaralaan.net,‎ 14 octobre 2014 (consulté le 25 octobre 2019).
5. ↑  (en) « Houthi fighters seize Yemen city of Ibb », sur AlJazeera.com, 16 octobre 2014 (consulté le 25 octobre 2019).
6. ↑  LeMonde.fr, 21 octobre 2014
7. ↑  « Les peshmergas ont repris la ville irakienne de Zoumar », sur Challenges.fr, 25 octobre 2014 (consulté le 25 octobre 2019).
8. ↑  (en) « Iraq soldiers retake Jurf al-Sakhar, town held by ISIS », sur CBC.ca, 26 octobre 2014 (consulté le 25 octobre 2019).